# Monommata hyalina
Monommata hyalina is een raderdiertjessoort uit de familie Notommatidae. De wetenschappelijke naam van deze soort is voor het eerst geldig gepubliceerd in 1930 door Myers.